# Comuna de Radziemice
Radziemice (polaco: Gmina Radziemice) é uma gminy (comuna) na Polónia, na voivodia de Pequena Polónia e no condado de Proszowicki.
De acordo com os censos de 2006, a comuna tem ok. 3600 habitantes, com uma densidade 59,5 hab/km².

## Área
Estende-se por uma área de 57,85 km², incluindo:
- área agricola: 94%
- área florestal: 1%

## Demografia
Dados de 30 de Junho 2004:
|                      | Total   | Total | Mulheres | Mulheres | Homens  | Homens |
| -------------------- | ------- | ----- | -------- | -------- | ------- | ------ |
|                      | pessoas | %     | pessoas  | %        | pessoas | %      |
| População            | 3443    | 100   | 1719     | 49,9     | 1724    | 50,1   |
| Densidade (pop./km²) | 59,5    | 100   | 29,7     | 29,7     | 29,8    | 29,8   |

De acordo com dados de 2002, o rendimento médio per capita ascendia a 1175,54 zł.

## Comunas vizinhas
- Koniusza, Miechów, Pałecznica, Proszowice, Racławice, Słomniki